# Инвалидка (Южный Парк)
«Инвалидка» (англ. Handicar) — четвёртый эпизод восемнадцатого сезона «Южного Парка». Эпизод вышел 15 октября 2014 года на канале Comedy Central в США.

## Сюжет
В лагере для детей-инвалидов, куда собираются летом Тимми и Джимми, объявили сбор средств на очередное лето. Тимми решил заработать, оказывая услуги такси, перевозя пассажиров в тележке, привязанной к его инвалидному креслу. У него есть ошеломительное преимущество перед классическими такси — он может подъезжать туда, куда обычным автомобилям не добраться. Его сервис пользуется популярностью, постепенно он становится доминирующей службой такси в городе. Но у него на пути встаёт коалиция из неконкурентоспособных таксистов, возглавляемая Нейтаном при поддержке Мимзи (персонажей эпизода «Хромое лето»). Нейтан не хочет в очередной раз ехать в лагерь и поэтому пытается сорвать бизнес Тимми. В итоге он проигрывает Тимми, а последний продает права на использование Инвалидки Илону Маску, тем самым заработав для летнего лагеря баснословную сумму в 2,3 млрд долларов. Нейтан просит у своей матери разрешения не ехать в летний лагерь, но она делает вид, что не понимает его, хотя на самом деле просто хочет отдохнуть с мужем в Италии.

## Интересные факты
- Главной темой этого эпизода является противостояние инвалидов, повторяя идею 7-й серии 14 сезона «Хромое лето», за исключением того, что теперь Нейтан и Мимзи строят козни против Тимми.
- Мимзи в этом эпизоде ведет себя очень разумно, порой предлагая даже лучшие варианты решения проблем чем Нейтан, но вероятно из-за своей неуверенности не может с ним спорить.
- Ситуация с открытием кротовьей норы после взрыва машины Мэттью Макконахи — это явный намек на фантастический фильм «Интерстеллар» режиссёра Кристофера Нолана.
- Впервые показана комната Нейтана и его родители, хотя их имена не упоминаются.